# الدوري البلغاري الممتاز 1964-65
الدوري البلغاري الممتاز 1964-65 (بالبلغارية: „А“ група 1964/65)‏ هو الموسم 41 من الدوري البلغاري الممتاز. أقيم خلال الفترة 22 أغسطس 1964 وحتى 18 يوليو 1965، وأشرف على تنظيمه اتحاد بلغاريا لكرة القدم، وكان عدد الأندية المشاركة فيه 16، وفاز فيه ليفسكي صوفيا.